# Accelleron Industries
Die Accelleron Industries AG ist ein Schweizer Hersteller von Abgasturboladern für Dieselgrossmotoren. Das Unternehmen entstand 2022 aus der Abspaltung (sog. Carve-Out) aus dem ABB-Konzern. Der Konzern ist weltweit an rund 100 Standorten tätig und beschäftigt etwa 2500 Mitarbeiter in 50 Ländern.

## Geschichte

### Anfänge
Der Winterthurer Ingenieur Alfred Büchi meldete 1905 den Turbolader zum Patent an. Die ersten Turbolader wurden von der damaligen Brown, Boveri & Cie. (BBC) 1924 hergestellt und in Diesel-Lkws betrieben. In den 1930er Jahren wurde die Baureihe VTR entwickelt, so dass Turbolader erstmals auch auf dieselmotorgetriebenen Schiffen eingesetzt wurden.

### Geschäftsbereich von BBC
Das Geschäft mit den Turboladern erwies sich ab den 1940er Jahren als starker Wachstumsmarkt und wurde ein integraler Bestandteil der damaligen BBC, welche die Sparte als Department Z führte.

### Fusion der BBC mit Asea
Durch die Fusion der schweizerischen BBC mit der schwedischen Asea entstand die heutige ABB, was auch für den Bereich Turbocharging kurz darauf weitere Konsequenzen hatte. Ein Jahr nach dem Zusammenschluss wurde die ABB Turbo Systems AG als Tochtergesellschaft der ABB Schweiz AG gegründet. 
Der Geschäftsbereich blieb als rechtlich eigenständiges Unternehmen bis Mitte 2020 bestehen und fusionierte dann mit der ABB Schweiz AG, nachdem der ABB-Konzern eine Konsolidierung zu nur einer Gesellschaft pro Land zur neuen Strategie erklärt hatte.

### Verkaufsabsicht durch ABB
Am 19. November 2020 gab ABB auf dem Investor’s Day bekannt, dass man sich u. a. von den Turbolader-Division trennen möchte. Die Division galt als äusserst profitabel, passte aber nicht mehr zur neuen Ausrichtung der ABB-Gruppe. So sollte diese innert weniger Monate verkauft werden.

### Neue Marke
Wegen der Neuausrichtung der ABB-Gruppe war eine Weiternutzung der Marke ABB nicht gewünscht und Mitte Februar 2022 wurde die Marke Accelleron eingeführt.
Das Rebranding wurde über die kommenden Wochen durchgeführt, was auch zum Austausch des Logos am traditionsreichen Gebäude am Hauptsitz Baden führte.

### Abspaltung von ABB
Nachdem bis zur Jahresmitte 2022 kein geeigneter Käufer hatte gefunden werden können, beschloss die Unternehmensleitung, die zweitpräferierte Option einer Ausgliederung als eigenständige, an der Schweizer Börse gelistete Firma zu vollziehen.
Die Öffentlichkeit wurde anlässlich des ersten Capital Market Days Ende August 2022 über die Einzelheiten informiert.

### Börsengang und Unabhängigkeit von ABB
Am 3. Oktober 2022 wurden die Aktien von Accelleron Industries erstmals an der Schweizer Börse gehandelt. Damit wurde das Unternehmen auch rechtlich unabhängig vom bisherigen Eigentümer, der ABB-Gruppe, und die Abspaltung somit vollendet.
Im Konkreten erfolgte die Abspaltung durch einen Aktiensplit: Die bisherigen ABB-Aktionäre erhielten pro 20 ABB-Aktien eine Accelleron-Aktie.

## Geschäftsbereiche
Die geschäftlichen Aktivitäten von Accelleron sind in drei globale Bereiche aufgeteilt.
Diese unterscheiden sich auch durch die Kundenart. So stehen wenige Motorenbauer im Geschäftsbereich Produkte entgegen, während im Geschäftsbereich Service eine Vielzahl von Schiffs- und Anlagenbetreibern als Nachfrager auftritt.

### Produktgeschäft Low und Medium Speed Turbolader
Die Turbolader werden an Hersteller von Diesel- und Gasgrossmotoren verkauft, welche diese als Motorensystem an deren Kunden weiterverkaufen. Der Geschäftsbereich verantwortet hierbei die Entwicklung, den Verkauf und die Produktpflege und teilt sich in drei Segmente:
- Low Speed: Turbolader für langsamlaufende Motoren, die fast ausschliesslich in der Schifffahrt eingesetzt werden
- Medium Speed: Turbolader für mittelschnelllaufende Motoren, die in der Schifffahrt und Kraftwerken eingesetzt werden
- Rail: Turbolader für mittelschnell- und schnelllaufende Motoren, die in Diesellokomotiven eingesetzt werden

Der Geschäftsbereich Low- und Medium Speed macht 73 % des Umsatzes im Produktgeschäft aus.

### Produktgeschäft High Speed Turbolader
Der Geschäftsbereich High Speed verantwortet Entwicklung, Verkauf und Produktpflege von Turboladern für schnelllaufende Motoren. Diese werden überwiegend im Bereich der Energieerzeugung eingesetzt. Der Geschäftsbereich unterscheidet hierbei in die zwei Segmente:
- Fuel: Systeme zur Energieerzeugung
- Reliability: Redundanzsysteme, z. B. unterbrechungsfreie Stromversorgung für sensible Bereiche für Spitäler

Der Geschäftsbereich High Speed macht 27 % des Umsatzes im Produktgeschäft aus.

### Servicegeschäft Turbolader
Die überwiegend in der Schifffahrt und bei Kraftwerksbetreibern eingesetzten Turbolader haben eine Einsatz- bzw. Nutzungsdauer von bis zu 40 Jahren. In Abhängigkeit der Betriebsart, des eingesetzten Kraftstoffs und weiterer Faktoren benötigen diese in der Regel alle 3–5 Jahre eine Überholung und Reinigung.
Die Wartung erfolgt über ein Netzwerk von Servicestellen, welche sich überwiegend in Küstennähe an allen grossen Hafenstädten befinden. Getrieben durch die Kundenanforderung geringer Liegezeiten (und damit Stillstände) am jeweiligen Hafen, ist die Nähe ein entscheidender Wettbewerbsfaktor.
Weitere Servicestellen befinden sich in der Nähe zu Kraftwerksbetreibern im Landesinneren.
Der Geschäftsbereich trägt rund drei Viertel zum Jahresumsatz bei.

### Digitale Kundenlösungen
Dieser Geschäftsbereich geht im Wesentlichen auf den Zukauf der Firma Tekomar aus Winterthur zurück. Die ehemalige Tekomar Group vertrieb eine gleichnamige Softwareplattform, die es Schiffsbetreibern ermöglichen soll, Einsparungen beim Kraftstoffverbrauch und Leistungssteigerungen im Motorenmanagement zu erzielen. Die damalige ABB Turbo Systems AG bewertete dies als Möglichkeit zur Diversifizierung des ansonsten überwiegend analogen Geschäfts.
Der grösste Umsatzanteil wird jedoch weiterhin mit dem klassischen Turbolader-Geschäft erzielt.

## Konzernstruktur
Der Accelleron-Konzern besteht weltweit aus rund 40 Tochtergesellschaften.

### Schweiz
Accelleron Industries beschäftigt am Hauptsitz im aargauischen Baden rund 900 Mitarbeitende.
Die beiden schweizerischen Tochtergesellschaften sind:
- Accelleron Schweiz AG
- Accelleron Verwaltungs AG

## Verwaltung
Vorsitzende der Geschäftsleitung
- seit 1. März 2022: Daniel Bischofberger

Verwaltungsratspräsident:
- seit 3. Oktober 2022: Oliver Riemenschneider[17]